# ابن مطوية
أبو محمد الحسن بن أحمد بن مطوية (نشط حوالي 1025 م) كان عالمًا معتزليًا وفيلسوفًا من المدرسة البهشمية. تاريخ ميلاده ووفاته غير معروف. ودرس في الري عند القاضي عبد الجبار الذي تُوفي سنة 1025م. ليس له ارتباط بأي مكان آخر غير الري. قد يكون هو عالم الدين المعتزلي المدعو سبط مطوية الذي سخر منه راعي عبد الجبار، الوزير صاحب بن عباد، الذي تُوفي عام 995 م. لقد كُتبت مؤلفات ابن مطوية الجديرة بالملاحظة بعد فترة وجيزة من وفاة عبد الجبار.
ومن مؤلفات ابن مطوية الباقية:
- كتاب المجموع في المحيط بالتكليف، وهو إعادة صياغة مع شرح ونقد لكتاب المحيط بالتكليف لأستاذه[3]
- كتاب التذكرة، وهو رسالة في الفلسفة من مجلدين، يتناول الجزء الأول منه الأعراض والمواد والأمور الأخرى "الفيزيائية" ويتناول الجزء الثاني منه الأمور "الحيوية (البيولوجية)"[5]

بالإضافة إلى ذلك، هناك مؤلفان مفقودان لابن مطوية. أحدهما كتابه "الكفاية"، الذي نقله ابن أبي الحديد، وهذا الكتاب يجادل في صحة عصمة علي وتفوقه على أبي بكر وعُمر، لكنه لا يؤكد العقيدة الشيعية في الإمامة. والآخر هو كتابه التحرير وقد نقله محمود بن الملاحمي.

## ملحوظات
1. ↑  The Persian spelling Abū Moḥammad Ḥasan Ebn Mattawayh is found in McDermott 2013.
2. ↑  Schmidtke 2008، صفحة 139.
3. 1 2 3  Madelung 2004.
4. ↑  Madelung 2004; McDermott 2013. The death date sometimes given of 1075 or 1076 is not reliable.
5. ↑  Madelung 2004; McDermott 2013; Schmidtke 2008، صفحة 144.
6. ↑  Madelung 2004; McDermott 2013.

## فهرس
- Madelung, Wilferd (2004). "Ibn Mattawayh". In Bearman, P. J.; Bianquis, Th.; Bosworth, C. E.; van Donzel, E.; Heinrichs, W. P. (eds.). The Encyclopaedia of Islam, New Edition, Volume XII: Supplement (بالإنجليزية). Leiden: E. J. Brill. p. 393. ISBN:90-04-13974-5.
- McDermott, Martin (2013) [1997]. "Ebn Mattawayh, Abū Moḥammad Ḥasan". EBN MATTAWAYH, ABŪ MOḤAMMAD ḤASAN. الموسوعة الإيرانية (بالإنجليزية الأمريكية). Vol. VIII, Fasc. 1. p. 39. Archived from the original on 2025-02-08. Retrieved 2025-06-05.
- Schmidtke، Sabine (2008). "MS Mahdawi 514: An Anonymous Commentary on Ibn Mattawayh's Kitāb al-Tadhkira". في Anna Akasoy؛ Wim Raven (المحررون). Islamic Thought in the Middle Ages. Brill. ص. 139–162. DOI:10.1163/ej.9789004165656.i-711.32.
- Zysow، Aron (2014). "Review of Ibn Mattawayh, al-Tadhkira fī aḥkām al-jawāhir wa-l-aʿrāḍ, ed. Daniel Gimaret (Cairo: IFAO, 2009), 2 vols". Journal of the American Oriental Society. ج. 134 ع. 4: 721–725. JSTOR:10.7817/jameroriesoci.134.4.721.

## روابط خارجية
- تعليق مجهول على كتاب التذكرة لابن مطوية: نسخة طبق الأصل من مخطوطة المهدوي 514 (القرن السادس/ الثاني عشر)